# Седлоспинная гуйя
Седлоспинная гуйя, или гуйя-седлоспин, или теке, или тико (лат. Philesturnus carunculatus) — вид птиц семейства новозеландских скворцов (Callaeidae). Эндемик Южного острова Новой Зеландии. Внесена в Международную Красную книгу.

## Таксономия
Впервые была описана натуралистом Гмелиным в 1789 году. Он поместил его вместе со скворцами в род скворцов и придумал биномиальное название Sturnus carunculatus. Видовое название carunculatus на латыни означает маленький кусочек плоти. В настоящее время седлоспинная гуйя помещена вместе с Philesturnus rufusater в род Philesturnus, который был введен в 1832 году французским зоологом Исидором Жоффруа Сент-Илером.

## Описание
Птицы среднего размера, до 25 см длиной и весом 61-94 г. Внешне очень похожи на скворцов, с закругленной головой, сильным и заостренным удлиненным клювом, крепкими ногами с хорошо развитыми когтями, закругленными крыльями и относительно коротким клиновидным хвостом.
Основное оперение черной окраски, а основание хвоста, спина и крылья имеют цвет лесного ореха. У самцов у основания клюва есть мясистые отростки кожи красно-оранжевого цвета. У самок отростки коричневые и меньшего размера.

## Распространение и среда обитания
В начале XIX века седлоспинные гуйи были широко распространены на Южном острове и островах Стюарт. Однако к концу столетия вид пришел в упадок и был близок к исчезновению из-за интродуцированных хищников. К 1905 году седлоспинные гуйи обитали только на острове  чезновению из-за интродуцированных хищников. К 1905 году седлоспинные гуйи обитали только на острове Big South Cape, у побережья острова Стюарт. В 1962 году на Большой Южный Мысовый остров были завезены корабельные крысы, что привело к исчезновению большого футлярокрыла, песочника острова Стьюарт и кустарникового новозеландского крапивника

В начале 1964 года 36 особей с острова Большой Южный мыс были перевезены Новозеландской службой дикой природы на свободные от вредителей острова. На остров Биг-Айленд была перевезена 21 особь, а на остров Каймоху - 15. Дальнейшие переводы и удаление хищников позволили популяции восстановиться, и в 2022 году её численность оценивается примерно в 5000 взрослых особей.
- Седлоспинная гуйя, остров Ульва

## Поведение и экология

### Угрозы
Седлоспинная гуйя на Южном острове подвержен риску вспышек птичьей малярии и птичьей оспы - две вспышки в 2002 и 2007 годах привели к высокой смертности среди зараженных. Тико особенно уязвимы, поскольку имели мало контактов с птичьей малярией из-за относительно короткой истории этого заболевания в Новой Зеландии.[11]

### Способ жизни
Живут в небольших стаях. Летают неохотно. Передвигаются на земле или на кустарниках, перепрыгивая с ветки на ветку. Питаются насекомыми, их личинками, ягодами, фруктами, нектаром. Образуют моногамные пары. Чашевидное гнездо строят в кустарниках, невысоко над землей. В гнезде 2-4 сероватых яйца. Яйца насиживает самка, за птенцами ухаживают оба партнера. Инкубация длится две недели. Через три недели после вылупления птенцы могут летать, но еще довольно долго остаются рядом с родителями.

## Сохранение
В 1994 году Департамент охраны природы разработал план восстановления вида, находящегося под угрозой исчезновения, целью которого является сохранение диких популяций, введение карантинных процедур и удаление хищников с островов, потенциально пригодных для переселения представителей вида.